# Yonthé
Yonthé es una localidad de México localizada en el municipio de Huichapan en el estado de Hidalgo.

## Toponimia
En idioma otomí, “Río seco”.

## Geografía
Se encuentra en la región geográfica del Valle del Mezquital. A la localidad le corresponden las coordenadas geográficas 20° 24’ 49.643” de latitud norte y 99° 36’ 54.403” de longitud oeste, con una altitud de 2055 m s. n. m. Cuenta con un clima semiseco templado.
En cuanto a fisiografía se encuentra en la provincia del Eje Neovolcánico, dentro de la subprovincia de Llanuras y Sierras de Querétaro e Hidalgo; su terreno es de lomerío. En lo que respecta a la hidrografía se encuentra posicionado en la región de Pánuco, dentro de la cuenca del río Moctezuma, en la subcuenca de río Tecozautla.

## Demografía
En 2020 registró una población de 530 personas, lo que corresponde al 1.12 % de la población municipal. De los cuales 266 son hombres y 264 son mujeres.
| Gráfica de evolución demográfica de Yonthé entre 1960 y 2020                                 |
|                                                                                              |
| Población de los censos y conteos del Instituto Nacional de Estadística y Geografía (INEGI). |